# Triakis acutipinna
Triakis acutipinna är en hajart som beskrevs av Kato 1968. Triakis acutipinna ingår i släktet Triakis och familjen hundhajar. Inga underarter finns listade i Catalogue of Life.
Arten förekommer i Stilla havet vid Ecuador. Den vistas i regioner som ligger 50 till 200 meter under havsytan. Exemplaren blir upp till 102 cm långa. Individer av hankön kan vara könsmogna vid en längd av 90 cm. Honor lägger inga ägg utan föder levande ungar.
Triakis acutipinna fångas ibland av lokala fiskare. Några exemplar hamnar som bifångst i fiskenät. Enligt uppskattningar fanns året 2020 ungefär 2500 vuxna exemplar. IUCN kategoriserar arten globalt som starkt hotad.